# Ward Swingle
Ward Lamar Swingle, född 21 september 1927 i Mobile, Alabama, död 19 januari 2015 i Eastbourne, England, var en amerikansk kompositör, arrangör, sångare och jazzmusiker.
Han studerade musik, framför allt jazz, från unga år. Han spelade i olika storband i hemtrakten redan innan han gått ut gymnasiet. Efter gymnasiet studerade han musik vid Cincinnati Conservatory of Music och examinerades med högsta betyg. Han flyttade sedan till Frankrike och studerade piano för Walter Gieseking. Under 1960-talet var han en av medlemmarna i sånggruppen Les Double Six i Paris där han sedan grundade den egna sånggruppen The Swingle Singers.
Den franska gruppen upphörde 1973 och Swingle flyttade till London och bildade en ny sånggrupp.
1984 flyttade Ward Swingle tillbaka till USA, men kvarstod som musikalisk rådgivare åt sånggruppen i London. Han kom att ägna sig mest åt att undervisa, gästdirigera och åt sitt musikförlag ”Swingle Music”.
Han banbrytande idéer om vokalteknik har medfört att han varit gästdirigent i Eric Ericsons Kammarkör, Nederländska kammarkören, Dale Warland Singers, Sydney Philharmonia Motet Choir, BBC Northern Singers och MENC National Honors Choir at Kennedy Center. Under det senaste decenniet har han lett en mängd workshopar och seminarier vid universitet och musikhögskolor i USA och Europa.
1994 flyttade Swingle tillbaka till Frankrike där han fortsatt sitt arbete med att komponera, arrangera och dirigera. Han har också gett ut en självbiografi och lärobok med titeln Swingle Singing där han redogör för Swingle Singing-teknik med illustrationer från sina kompositioner och arrangemang.
2004 utnämndes han av den franske kulturministern till Officier de l’Ordre des Arts et des Lettres.